# Ririe
Ririe is een plaats (city) in de Amerikaanse staat Idaho, en valt bestuurlijk gezien onder Bonneville County en Jefferson County.

## Demografie
Bij de volkstelling in 2000 werd het aantal inwoners vastgesteld op 545.
In 2006 is het aantal inwoners door het United States Census Bureau geschat op 526, een daling van 19 (-3,5%).

## Geografie
Volgens het United States Census Bureau beslaat de plaats een oppervlakte van
0,8 km², geheel bestaande uit land. Ririe ligt op ongeveer 1513 m boven zeeniveau.

## Plaatsen in de nabije omgeving
De onderstaande figuur toont nabijgelegen plaatsen in een straal van 24 km rond Ririe.